# Guglionesi
Guglionesi är en ort och kommun i provinsen Campobasso i regionen Molise i Italien. Kommunen hade 5 202 invånare (2018).